# Jonathan Holden
Pour les articles homonymes, voir Holden.

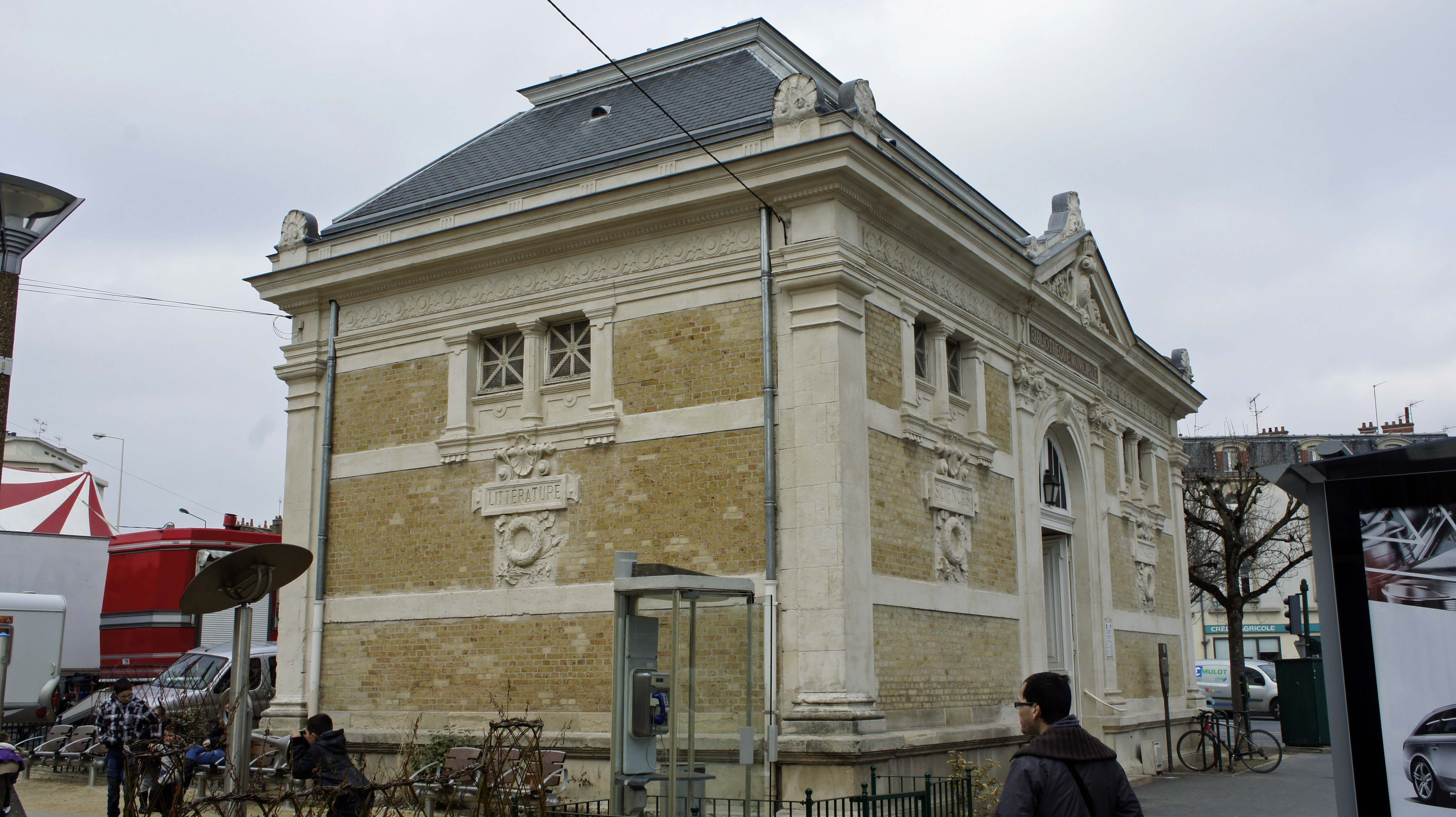
Reims : annexe de la bibliothèque municipale qui porte son nom.

Jonathan Holden est un industriel du textile anglais, bienfaiteur de la ville de Reims, né à Bradford (Angleterre) en 1828 et mort le 4 février 1906, à Reims, 29, boulevard de la République.

## Biographie
Directeur d’un peignage de laine fondé par son oncle Isaac Holden en 1853. L’établissement, situé au 29 rue des Moissons, était appelé « l’usine des Anglais ou le peignage anglais ». L’installation du peignage Isaac Holden, aux terrains des Coutures, boulevard Saint-Marceaux, allait donner un essor formidable au travail des laines brutes. L'usine était établie sur un terrain appelé "la Potasse" en fonction de l'activité de l'entreprise qui l'avait précédée. On y accédait depuis le boulevard Saint-Marceaux par une allée privée. Il faisait travailler 1 200 ouvriers en 1872.
Il se sépara de son oncle en 1880 ou 1881 et créa sa propre entreprise, surnommée l‘usine des Nouveaux Anglais, située au 61 boulevard Dauphinot. Il implanta dans la cité rémoise la première peigneuse circulaire, remplaçant le travail à la main. Il favorisa ainsi le développement de l’industrie des tissus.

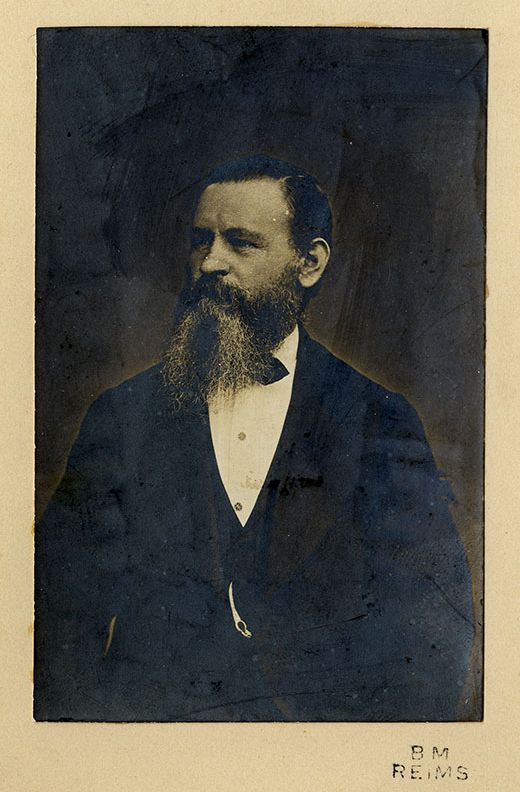
Portrait de Jonathan Holden

On lui doit l’application dans ses ateliers du peignage du boulevard Dauphinot, de l’égratteronneuse Harmel, qui améliora le produit peigné, en le débarrassant de ce végétal à crochets qui s’accroche aux mèches de laines du mouton. Toute laine contenant une matière végétale quelconque ne peut être employée pour « blanc » ou teinture claire qu’après avoir été nettoyée à fond. Avant l’égratteronnage, il fallait carboniser le produit, ce qui avait l’inconvénient de le ternir ou le jaunir, et lui interdire l’emploi pour « blanc ».
Le peignage Isaac Holden adhère au cartel des peigneurs de laine, en sort en septembre 1890 et y rentre de nouveau en avril 1902. En 1908, le cartel obtient des peigneurs, Jonathan Holden (à Reims) et Isaac Holden & fils à Reims, l’engagement de ne pas monter d’unités nouvelles pendant cinq ans. Ces engagements sont reconduits en 1913. Les Holden seront éliminés du cartel en 1938 (éviction des étrangers au territoire).

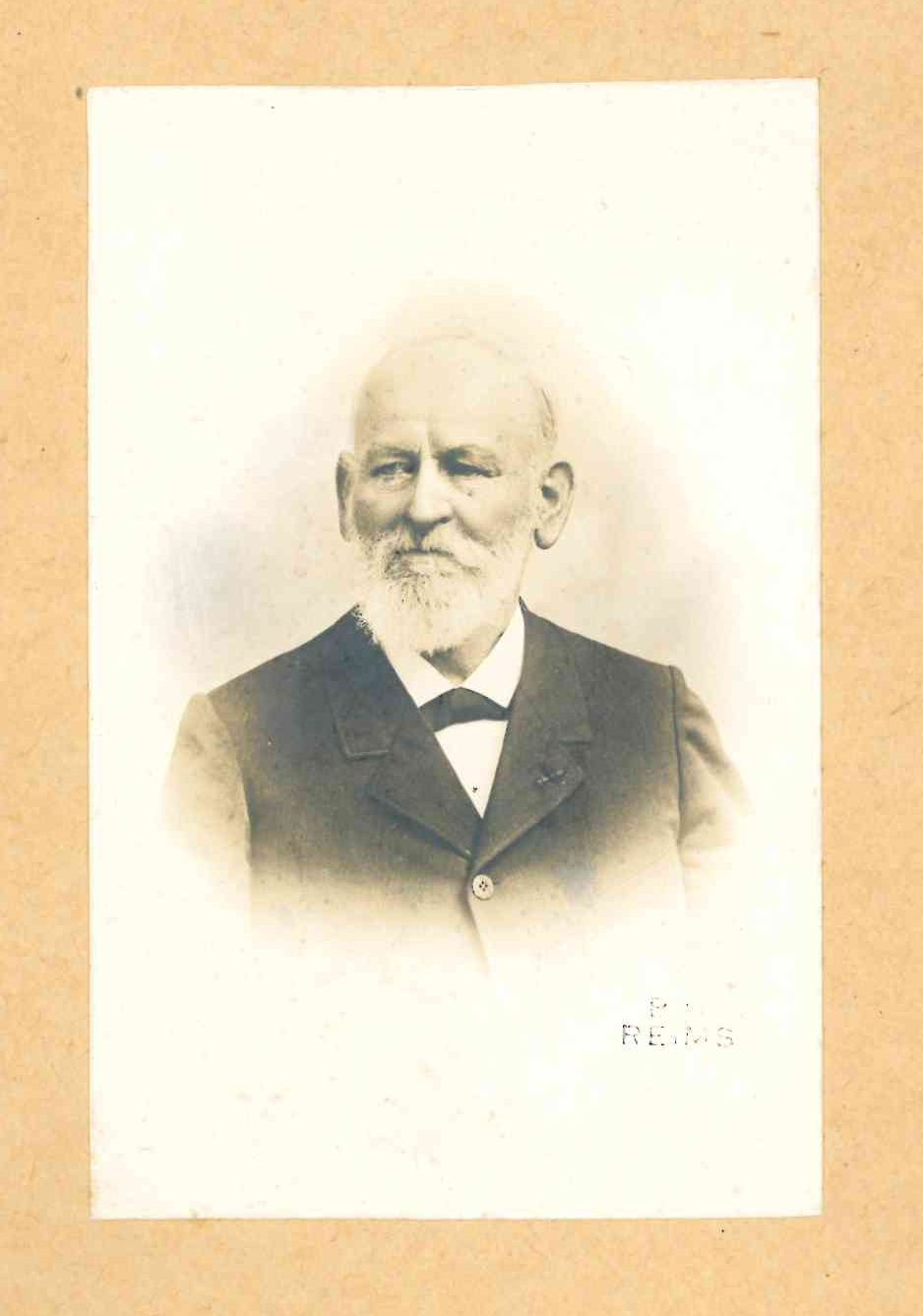
Portrait de Jonathan Holden agé

Parmi tant d’autres œuvres, créées ou subventionnées par lui, il fit bâtir en 1887, à l'occasion du Jubilé d'or de la Reine Victoria, par l'architecte rémois Ernest Brunette et à ses frais, l’élégant pavillon de la bibliothèque populaire du quartier Cérès, place Alfred-Brouette, à Reims, devenue annexe de la Bibliothèque municipale.
Pour se diversifier, Holden était aussi propriétaire de vignes à Boufarik en Algérie. Holden est l'instigateur d'un service de transport hippomobile avec 2 lignes en 1872 puis 3 en 1873 par l'entremise de L'Entreprise des Omnibus de Reims, puis la Compagnie Générale des Omnibus de Reims.
Il épousa Tamar Gill (1828-1892), puis Sarah Ellen Sugden. Il possédait le château de Marzilly à Hermonville.

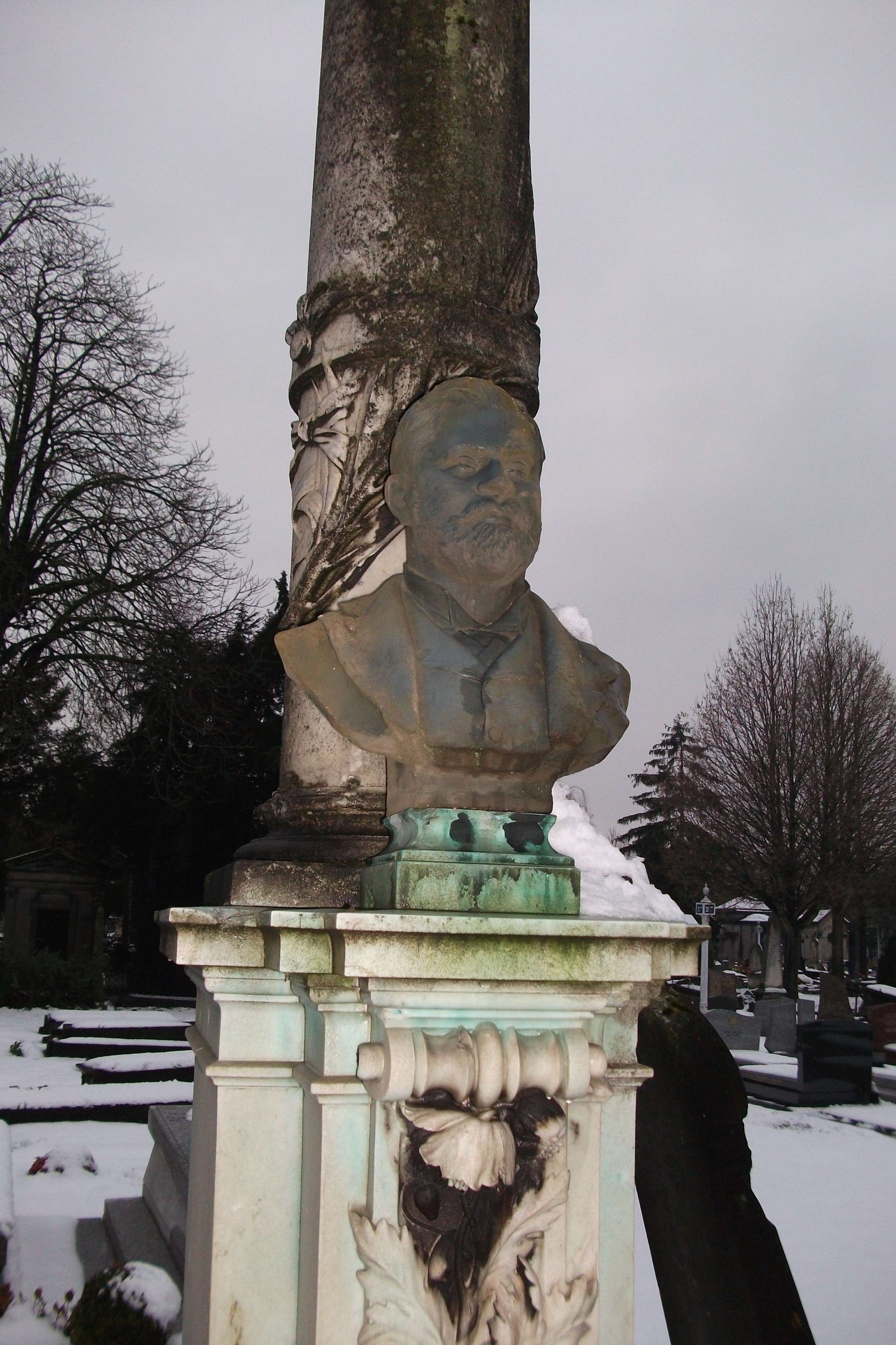
Buste de son fils Isaac Holden au cimetière du Nord (Reims).

Il fut inhumé au cimetière du Nord à Reims puis transféré, ainsi que son fils Isaac Holden (1861-1889), à Bradford. Le monument Holden, au cimetière du Nord, en marbre de Carrare, œuvre de Joseph Wary (1849-1918), sculpteur ornemaniste, signataire de la fontaine Subé, rappelle les bienfaits de cette richissime et généreuse famille d’industriels anglais. Cette sépulture est vide de corps, car ceux-ci ont été exhumés en 1890 pour être rapatriés à Bradford. Le monument, comme le buste en bronze d’Isaac Holden (1861-1889), signé Thomsen, ont été laissés en sa mémoire.
En 1915, les peigneuses du Peignage Jonathan Holden, sauvées in extremis des tranchées de Reims, sont remontées dans divers bâtiments de la manufacture Normant frères à Romorantin, située dans le centre de la France. Les machines sont alors exploitées en participation entre l'industriel Benjamin Normant et la Société Anonyme Peignage Jonathan Holden. Au sortir de la guerre, en 1919, Normant rachète les machines pour une somme forfaitaire de 200 000 francs afin d'exploiter à son compte les peigneuses Holden qui restent ainsi définitivement installées à Romorantin.

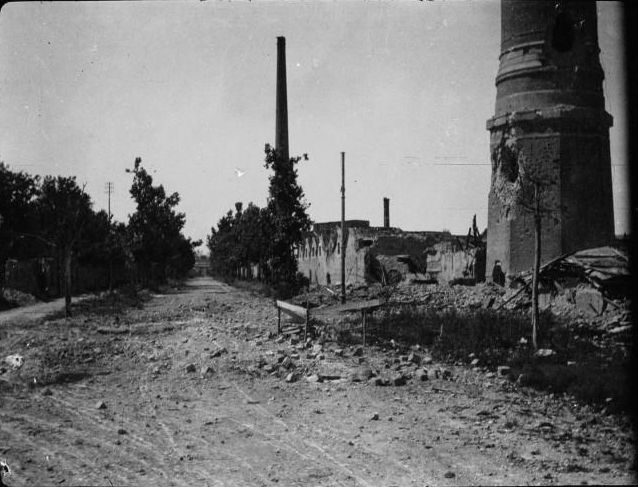
Reims - l'usine des Anglais, bd Saint-Marceaux.

Le premier peignage des Anglais, boulevard Saint-Marceaux, détruit durant la Grande Guerre, ne fut pas reconstruit. Les familles étrangères n’eurent pas droit aux dommages de guerre. Le peignage du boulevard Dauphinot fut reconstruit peu après sous la raison sociale Société de peignage de Reims.
La société Electrolux s'installe dans l'usine du boulevard Dauphinot à partir de 1957.
Une rue de Reims porte son nom à l’emplacement du peignage.

## Décorations françaises
- Chevalier de la Légion d'honneur

## Sources
- Histoire de l'entreprise et des chefs d'entreprise en France, L'Harmattan, 2001, Jean Lambert-Dansette.
- Harmel frères, Harmel frères et Jonathan Holden contre Isaac Holden et fils, de Croix, Éditeur imp. coopérative, 1886
- Le textile oublié à Reims, article du journal L'Union du mardi 23 juin 2009
- Paul Hess, La vie à Reims pendant la guerre de 1914-1918 - Notes et impressions d’un bombardé., Anthropos, Paris, 1998, 582 p.
- Photographies du fonds Valois, Reims et environs. Photographies. 1914-1920, site de La contemporaine
- Jean-Yves Sureau, Les Rues de Reims, mémoire de la ville, par l'auteur, 2002, 394 p. (ISBN 2-9500512-7-8)